# Abductie (anatomie)

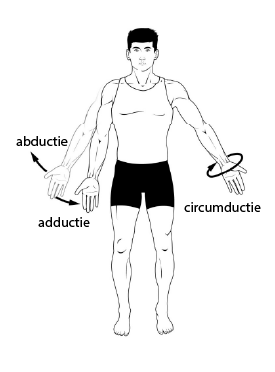

Abductie is de beweging van een van de ledematen in het frontale vlak om de sagittale as van het lichaam af vanuit de anatomische houding. Het tegenovergestelde van abductie is adductie. Abductie kan plaatsvinden in het schoudergewricht en het heupgewricht. In het polsgewricht wordt soms gesproken van ulnairabductie of radiaalabductie, naargelang de kant van de onderarm, ellepijp, ulna of spaakbeen, radius waarheen wordt bewogen. Andere woorden die voor die bewegingen in de pols worden gebruikt zijn ulnaire deviatie en radiale deviatie.
De abductie van de vingers vormt een uitzondering. Abductie van de vingers komt neer op het spreiden van de vingers, dus gaat in het vlak van de handpalm.